# 許浚

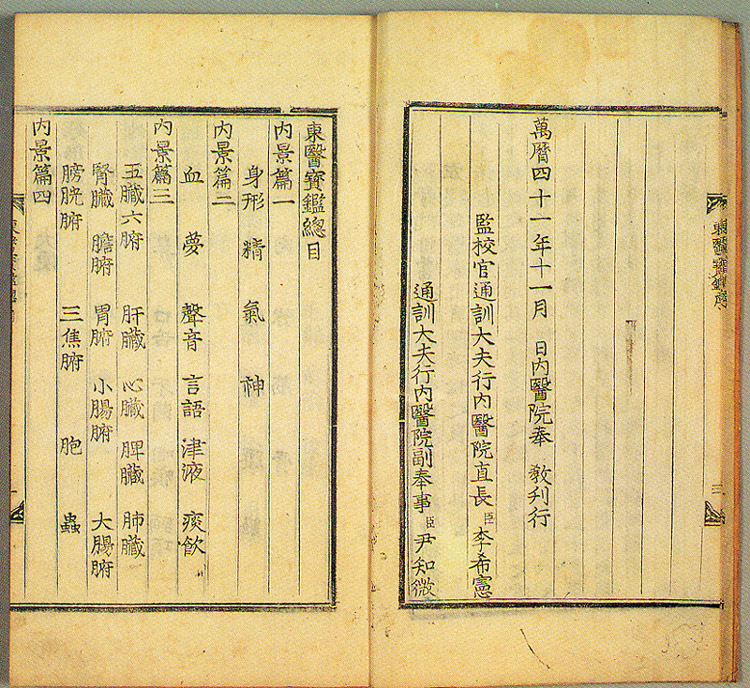
许浚所著韩医名著《东医宝鉴》

許浚（16世纪1537/1546年？—1615年），字清源，號龜岩，封号阳平君，籍贯阳川，朝鲜王朝宣祖及光海君时的名医，宣祖七年（1574年）开始行医，三十岁时任太医院医官，宣祖三十八年（1605年）封为扈聖功臣三等，宣祖四十年升为崇禄大夫，1615年卒，追赠为正一品辅国崇禄大夫:25，被誉为“医圣”。
许浚著有《纂图方论脉诀集成》、《东医宝鉴》、《谚解胎产集要》、《谚解救急方》、《谚解痘疮集要》、《新纂瘟方》、《辟疫新方》七部著作:26。其中《东医宝鉴》是朝鲜传统医学史上的巨著。它的问世确立了韩医学的独立地位:24，并最早创用“东医”作为朝鲜传统医学的专用名:20。该书2009年被列入联合国教科文组织世界记忆遗产名录:前言1。
许浚根据自己60年所积累的医学知识和经验创立了痘疮、水痘、麻疹、猩红热等类似疾病相区分的传染病学:39。他所著的《谚解痘疮集要》打破了当时人们认为痘疮是痘神引起的疾病不能治疗的固有观念:30。他晚年所著的有关1613年朝鲜王朝北部猩红热疫情的传染病医书《辟疫新方》是中韩日东亚三国中最早将猩红热与其他症状类似的疾病区分开来，也是世界最早对猩红热病症作出准确记录的著作之一:31。

## 生平
许浚1546年4月15日（阴历三月初五）出生于朝鲜王朝京畿道金浦郡阳村面孔岩里陵谷洞。曾祖父曾为守越郡守。祖父武科登第，是庆尚道右水使。父许论是武官，龙川府使。许浚是其父与其母的次子，庶族出身:25。小时生活在庆尚南道山清郡:25，后师从庆尚南道名医柳义泰学医。宣祖七年（1574年），他通过医科考试成为内医院医官，次年升为内医。宣祖二十五年（1592年），曾在王室诊疗中屡立功绩的许浚被提升为宣祖御医:25。
宣祖二十五年（1592年）壬辰倭乱時以御医身份，始终扈從王侧，直至朝鮮復国。宣祖三十七年（1604年）受赐三等扈聖功臣：忠勤貞亮扈聖功臣，晉身兩班階層。宣祖四十年（1607年）升为崇禄大夫。宣祖四十一年（1608年）宣祖逝世，同年三月，光海君即位後，兩司（司憲府、司諫院）以医疗疏忽之罪，將許浚予以罢职听勘，曾任醫官三十九年。光海君二年（1610年）作知名醫書《東醫寶鑑》。光海君七年 （1615年）十一月，在許浚死後被追贈輔國崇祿大夫並恢復陽平君之爵位。

## 著作
- 《纂图方论脉诀集成》是许浚的第一部著作。初学者用来学习脉诊的《脉诀》（高阳生）存在自相矛盾的地方。此书是他奉宣祖之命纠正《脉诀》错误所作。此书的问世使许浚得到医学界的认可[6]:29。该书后成为朝鲜医学考试的教材加以推广[6]:38。
- 《东医宝鉴》：综合性医书，韩医古典名著[6]:28。

### 谚解版医书
许浚在编撰《东医宝鉴》期间，于1601年春到8月份，利用短短几个月的时间改编了卢重礼的《胎产要录》、任元浚的《疮疹集》和世祖命撰的《救急方》三部书，并加以谚文注解。他编写这三部书的主要目的一是为了代替在战乱中消失的医书，二是为了广泛传播医学知识，让穷乡僻壤都能读到这些书。:29
- 《谚解胎产集要》（1本81页）内容包括怀孕方法、与妊娠有关的多种事项、孕妇的妊娠反应、安胎方法、分娩的多种方法、分娩前孕妇各种疾病和治疗、产后各种疾病和治疗、顺产并防止胎疝的方法、小儿急救法等。[6]:30
- 《谚解救急方》（上下2本185页）内容包括紧急情况下的急救方法、生命危险时刻的处置方法、各种疔疮和外伤的处置方法、中毒和解毒的方法等。与以往的救急方相比，该书内容更为广泛，并借鉴了多种明代以后的急救法。《东医宝鉴》中亦有一些此书内容。[6]:30
- 《谚解痘疮集要》（上下2本285页）是有关痘疮病因、与类似疾病的辨别方法、预防方法、症状和治疗方法的医书。当时的人们认为痘疮是痘神引起的疾病，用药治疗会惹怒痘神。许浚写此书的目的是为了借助治疗王子的痘疮，向世人传播痘疮可以用药治疗，而且非常容易操作的理念，从而打破当时人们认为痘疮不能治疗的固有观念。[6]:30

### 传染病医书
- 《新纂瘟方》（1本40页）是许浚参考当时《医学正传》、《医学入门》等新书，整理的有关治疗瘟疫的理论、处方，以及如何预防方法的医书。内容主要包括引起瘟疫的主次原因、患病时的脉象、不同季节的各种症状和治疗、疾病发展各阶段的症状和相应的治疗方法、类似疾患、驱散瘟疫的咒文和药物处方、预防瘟疫的方法、无法治愈的症状、患瘟疫后的注意事项等。[6]:31
- 《辟疫新方》（1本16页）是许浚晚年所著的有关1613年朝鲜北部猩红热疫情的传染病医书。猩红热当时是史无前例的新疾病。许浚根据自己的观察在书中对猩红热的病因、症状和处方进行论述。虽然此书内容简短，但却是中韩日东亚三国首次将猩红热与其他症状类似的疾病区分开来，也是世界最早对猩红热病症作出准确记录的著作之一。[6]:31

## 家庭关系
- 祖父：慶尙道右水使 許琨
- 父亲：龍川府使 許崙
- 兄长：許沃（同父异母）
- 弟弟：許澄

## 相关影视作品
- 1976年MBC《執念（朝鲜语：집념 (드라마)）》：金茂生（朝鲜语：김무생）飾演
- 1991年MBC《東醫寶鑑 (電視劇)（朝鲜语：동의보갑 (드라마)）》：徐仁錫飾演
- 1999年MBC《許浚》：田光烈飾演
- 2013年MBC《龜巖許浚》：金柱赫（成年）、姜漢星（朝鲜语：강한별）（少年）飾演
- 2014年SBS《來自星星的你》：朴英奎（第11集客串）飾演
- 2016年JTBC《魔女寶鑑》：尹施允飾演
- 2017年tvN《名不虛傳》：嚴孝燮飾演
- 2026年韓台合作劇《一代神醫 許浚》：劉以豪飾演

## 纪念
- 韩国首尔江西区建有许浚博物馆（英语：Heojun Museum）[9]。
- 2013年9月6日至10月20日，许浚的故乡山清郡为了纪念《东医宝鉴》面世400周年举办了首届世界传统医药博览会[10]。
- 2013年，美国发行了“东医宝鉴发行400周年纪念邮票”和“许浚先生纪念邮票”[11]。